# Xerraire de coure
El xerraire de coure (Pterorhinus poecilorhynchus) és un ocell de la família dels leiotríquids (Leiothrichidae).

## Hàbitat i distribució
Viu entre la malesa del bosc i espesures de bambú, a muntanyes de Taiwan.